# Ferrari 312B
Ferrari 312B är en formel 1-bil, tillverkad av den italienska biltillverkaren Ferrari mellan 1970 och 1975.

## Bakgrund
Andra halvan av 1960-talet hade varit en tung period för Scuderia Ferrari. Trots att trelitersformeln borde passat Ferrari hade resultaten uteblivit. Stallets förhoppningar låg därför hos den nya motor som chefskonstruktören Mauro Forghieri byggde.

## Utveckling

### 312B
Forghieri tog fram en 180° (platt) V12 motor med låg tyngdpunkt som dessutom gav ett gynnsamt luftflöde mellan motorn och bakvingen. För att minimera den inre friktionen hade motorn endast fyra ramlager. I övrigt var bilen baserad på sin föregångare.

### 312B2
En bit in på säsongen 1971 introducerades den vidareutvecklade B2:an. Bilen hade fått modifieringar av front och hjulupphängningar.

### 312B3
Forghieri hade stora planer för B3-modellen, men i stället sparkades han snett uppåt till utvecklingsavdelningen och ersattes av den försiktige Sandro Colombo. Colombos B3:a presenterades till 1973 och var en lätt uppdatering av föregångaren. Säsongen 1973 blev ett lågvattenmärke för Scuderia Ferrari. Strejker i Italien tvingade Ferrari att lägga ut delar av tillverkningen till underleverantörer i Storbritannien. Bilen hängde inte med konkurrenterna och modifierades i omgångar under säsongen, bland annat flyttades kylarna till sidan av sittbrunnen och bilen fick en stor luftbox ovanför motorn.
I slutet av 1973 kraftsamlade Ferrari och lade ned all annan bilsport för att fokusera på formel 1-VM. Forghieri återkom som chefskonstruktör. Han vidareutvecklade B3:an till 1974 och försökte samla så stor del av bilens vikt inom hjulbasen som möjligt, men den största förändringen fick vänta till efterträdaren 312T.

## Tekniska data
| Tekniska data           | 312B                                                                                   | 312B2                                                                                  | 312B3                                                                                  |
| ----------------------- | -------------------------------------------------------------------------------------- | -------------------------------------------------------------------------------------- | -------------------------------------------------------------------------------------- |
| Motor:                  | Mittmonterad 180° 12-cylindrig V-motor                                                 | Mittmonterad 180° 12-cylindrig V-motor                                                 | Mittmonterad 180° 12-cylindrig V-motor                                                 |
| Cylindervolym:          | 2991 cm³                                                                               | 2992 cm³                                                                               | 2992 cm³                                                                               |
| Borrning x slaglängd:   | 78,5 x 51,5 mm                                                                         | 80,0 x 49,6 mm                                                                         | 80,0 x 49,6 mm                                                                         |
| Kompression:            | 11,5:1                                                                                 | 11,5:1                                                                                 | 11,5:1                                                                                 |
| Max effekt vid varvtal: | 450 hk vid 12 000 v/min                                                                | 470 hk vid 12 600 v/min                                                                | 490 hk vid 12 500 v/min                                                                |
| Ventilstyrning:         | Dubbla överliggande kamaxlar per cylinderrad, 4 ventiler per cylinder                  | Dubbla överliggande kamaxlar per cylinderrad, 4 ventiler per cylinder                  | Dubbla överliggande kamaxlar per cylinderrad, 4 ventiler per cylinder                  |
| Bränslesystem:          | Lucas bränsleinsprutning                                                               | Lucas bränsleinsprutning                                                               | Lucas bränsleinsprutning                                                               |
| Växellåda:              | 5-växlad manuell                                                                       | 5-växlad manuell                                                                       | 5-växlad manuell                                                                       |
| Hjulupphängning fram:   | Övre tvärlänk, undre triangellänk, skruvfjädrar                                        | Dubbla triangellänkar, skruvfjädrar                                                    | Dubbla triangellänkar, skruvfjädrar                                                    |
| Hjulupphängning bak:    | Övre tvärlänk, undre triangellänk, dubbla längslänkar, skruvfjädrar, krängningshämmare | Övre tvärlänk, undre triangellänk, dubbla längslänkar, skruvfjädrar, krängningshämmare | Övre tvärlänk, undre triangellänk, dubbla längslänkar, skruvfjädrar, krängningshämmare |
| Bromsar:                | Hydrauliska skivbromsar                                                                | Hydrauliska skivbromsar                                                                | Hydrauliska skivbromsar                                                                |
| Chassi & kaross:        | Självbärande monocoque                                                                 | Självbärande monocoque                                                                 | Självbärande monocoque                                                                 |
| Hjulbas:                | 238 cm                                                                                 | 238 cm                                                                                 | 251 cm                                                                                 |
| Torrvikt:               | 535 kg                                                                                 | 560 kg                                                                                 | 580 kg                                                                                 |

## Tävlingsresultat

### Formel 1-VM 1970
Efter den bekymmersamma säsongen 1969 gjorde Scuderia Ferrari en rejäl uppryckning under 1970. Jacky Ickx tog tre segrar under året och stallkamraten Clay Regazzoni tog en, men första halvan av säsongen hade dominerats av Jochen Rindt och Team Lotus, fram till dödsolyckan vid Österrikes Grand Prix. Ickx och Regazzoni slutade tvåa respektive trea i förarmästerskapet, med Rindt som postum mästare. Ferrari slutade tvåa i konstruktörsmästerskapet efter Lotus.

### Formel 1-VM 1971
1971 vann Mario Andretti Sydafrikas Grand Prix med den ursprungliga 312B, medan Jacky Ickx vann Nederländernas Grand Prix i den nya B2:an. Ickx blev bästa Ferrariförare med en fjärdeplats i förarmästerskapet. I konstruktörsmästerskapet delade Ferrari tredjeplatsen med March-Ford.

### Formel 1-VM 1972
Ferrari tog en dubbelseger i Tysklands Grand Prix 1972 med Jacky Ickx före Clay Regazzoni. Det blev säsongens enda seger och Ickx slutade fyra i förarmästerskapet med Regazzoni på sjunde plats. Ferrari slutade på fjärde plats i konstruktörsmästerskapet.

### Formel 1-VM 1973
1973 blev en tröstlös säsong och Scuderia Ferrari tog inte en enda pallplats. En frustrerad Jacky Ickx lämnade stallet under säsongen och andreföraren Arturo Merzario slutade på tolfte plats i förarmästerskapet. I konstruktörsmästerskapet delade Ferrari sjätteplatsen med BRM.

### Formel 1-VM 1974
1974 hade formkurvan vänt. Det nya förarparet Niki Lauda och Clay Regazzoni tog dubbelsegrar vid Spaniens Grand Prix och Nederländernas Grand Prix. Regazzoni vann sedan Tysklands Grand Prix och slutade tvåa i förarmästerskapet efter Emerson Fittipaldi, med Lauda på en fjärdeplats. Ferrari tog andraplatsen i konstruktörsmästerskapet efter McLaren.

### Formel 1-VM 1975
Ferrari körde de första tävlingarna i Argentina och Brasilien 1975 med 312B, men de stora framgångarna kom med den nya 312T.